# Rusina (periodiskt vattendrag)
Rusina är ett periodiskt vattendrag i Burundi.   Det ligger i provinsen Kirundo, i den norra delen av landet, 130 kilometer nordost om huvudstaden Bujumbura.
Omgivningarna runt Rusina är en mosaik av jordbruksmark och naturlig växtlighet. Runt Rusina är det ganska tätbefolkat, med 248 invånare per kvadratkilometer.